# Seestadt Aspern

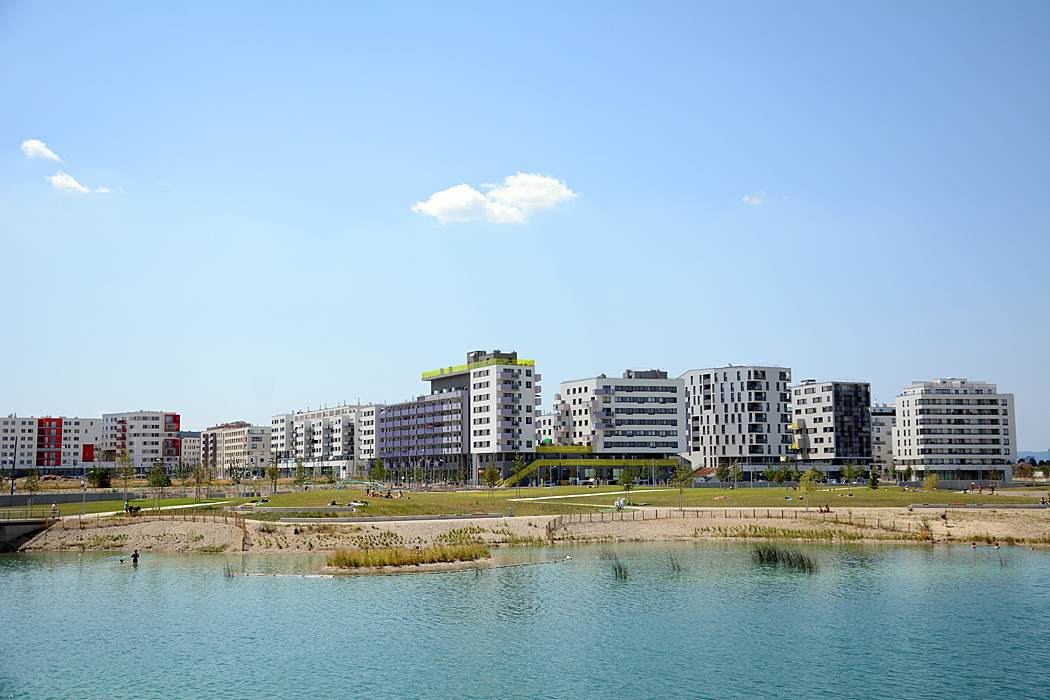
Seestadt Aspern, 2015.

Seestadt Aspern är ett cirka 240 hektar stort stadsutvecklingsområde i området Aspern i distriktet Donaustadt i nordöstra Wien. Under en tidsperiod om cirka 20 år växer ett nytt distrikt fram för cirka 20 000 människor att bo och arbeta i. Den första av tre utbyggnadsetapper har koncentrerats till södra delen av distriktet och slutförs kring år 2020. Gatunamn i området har givits efter kända kvinnor.
I oktober 2013 invigdes två nya tunnelbanestationer längs linje U2, som förbinder området med Wiens centrum: Aspern Nord och slutstationen Seestadt. Aspern Nord ligger dessutom vid järnvägen mellan Wien och Bratislava och från december 2018 trafikerar S-Bahn-linje S80 stationen.

## Tidigare flygfält
Seestadt Aspern ligger på platsen för det nedlagda flygfältet Flughafen Aspern, vilket var ett både civilt och militärt flygfält, som när det anlades i början på 1900-talet var Österrikes största och som var i bruk fram till 1970-talet.

## Stadsplan
Stadsdelen byggs som en blandstad med drygt 10 000 bostäder och 20 000 arbetsplatser; 50 procent av marken inom stadsdelen planeras som offentliga rum inklusive en konstgjord sjö på cirka 50 000 m². Stadsplanen har tagits fram av det svenska arkitektkontoret Tovatt Architects & Planners efter vinst i en internationell stadsbyggnadstävling 2005. Den 25 maj 2007 antogs planen och dess utvecklingsprinciper.